# ボイスニュータイプ
『ボイスニュータイプ』（VOICE Newtype）は、角川書店発行の声優情報誌。季刊。『月刊ニュータイプ』または『月刊少年エース』の増刊として発行されている。2002年5月（6月号）創刊。

## 概要
『ボイスアニメージュ』編集長を務めていた古林英明が、角川書店へ移籍するにあたって、ボイスアニメージュをほぼそのままこの『ボイスニュータイプ』へと持ち込み、2002年5月（6月号）に創刊となった（『ボイスアニメージュ』の項も参照のこと）。
角川書店も参加している『声優アワード』の受賞者インタビューをいち早く掲載していることでも知られる。
かつては原則隔月での発売だったが、最近では年4回の季刊での発売となっている。また、No.43（2012年3月発売）以降は、男性声優のみの誌面へと一新されている。
2015年12月、女性声優版の『VOICE Newtype Femme（ボイスニュータイプ ファム）』を刊行。
2016年6月27日、会員制WEBサービス『KIKI』がスタート。男性声優を中心としたインタビューや連載コラム、動画などのコンテンツが楽しめる。

## 表紙
現在の男性声優中心の誌面へ移行してから表紙を飾った声優
- No.43 (2012年3月) - 梶裕貴
- No.44 (2012年7月) - 寺島拓篤
- No.45 (2012年10月) - 小野大輔
- No.46 (2012年12月) - 岡本信彦
- No.47 (2013年3月) - 宮野真守
- No.48 (2013年6月) - 鈴木達央
- No.49 (2013年9月) - 谷山紀章
- No.50 (2013年12月) - 櫻井孝宏
- No.51 (2014年3月) - 梶裕貴
- No.52 (2014年6月) - 細谷佳正
- No.53 (2014年9月) - 島﨑信長
- No.54 (2014年12月) - 柿原徹也
- No.55 (2015年3月) - 江口拓也
- No.56 (2015年6月) - 前野智昭
- No.57 (2015年9月) - 羽多野渉
- No.58 (2015年12月) - 内山昂輝
- No.59 (2016年3月) - 神谷浩史
- No.60 (2016年6月) - 増田俊樹
- No.61 (2016年9月) - 櫻井孝宏
- No.62 (2016年12月) - 入野自由
- No.63 (2017年3月) - 梅原裕一郎
- No.64 (2017年6月) - 斉藤壮馬
- No.65 (2017年9月) - Jupiter
- No.66 (2017年12月) - 細谷佳正
- No.67 (2018年3月) - 西山宏太朗
- No.68 (2018年6月) - 古川慎
- No.69 (2018年9月) - 岡本信彦
- No.70 (2018年12月) - 八代拓
- No.71 (2019年3月) - 入野自由
- No.72 (2019年6月) - 木村良平
- No.73 (2019年9月) - 中島ヨシキ
- No.74 (2019年12月) - 江口拓也
- No.75 (2020年3月) - 石川界人
- No.76 (2020年6月) - 浅沼晋太郎
- No.77 (2020年9月) - 前野智昭
- No.78 (2020年12月) - 榎木淳弥
- No.79 (2021年3月) - 上村祐翔
- No.80 (2021年6月) - 西山宏太朗

## 類似雑誌
- 声優グランプリ（主婦の友社）
- 声優アニメディア（学習研究社）
- B.L.T. VOICE GIRLS（東京ニュース通信社） ※ 当誌とは逆に女性声優に特化している
- 声優パラダイスR（秋田書店）
- Pick-up Voice（音楽専科社→EMTG）